# Disdiakisni triakontaeder
| Disdiakisni triakontaeder       | Disdiakisni triakontaeder    |
| ------------------------------- | ---------------------------- |
|                                 |                              |
| Vrsta                           | Catalanovo telo              |
| Coxeter-Dinkinov diagram        |                              |
| Stranske ploskve                | 120                          |
| Robovi                          | 180                          |
| Oglišča                         | 62 =12+20+30                 |
| Konfiguracija stranskih ploskev | V4.6.10                      |
| Dualni polieder                 | prisekani ikozidodekaeder    |
| Simetrijska grupa               | Ih, H3, [5,3], *532          |
| Diedrski kot                    | 164º53′17″                   |
| Značilnosti                     | konveksen ploskovno prehoden |
| mreža telesa                    |                              |

Disdiakisni triakontaeder (tudi heksakisni ikozaeder) konveksni polieder s 120-imi stranskimi ploskvami. Je Catalanovo telo in dualno telo prisekanemu ikozidodekaedru, ki je arhimedsko telo. Izgleda kot napihnjen rombski triakontaeder. Če se zamenja vsako stransko ploskev disdiakisnega triakontaedra s posameznimi oglišči in štirimi trikotniki na pravilen način, se končajo z disdiakisnim triakontaedrom. To pomeni, da je disdiakisni triakontaeder klitop rombskega triakontaedra. Ima tudi največ stranskih ploskev med arhimedskimi in Catalanovimi telesi. Pri tem pa je snub dodekaeder z 62 stranskimi ploskvami na drugem mestu.